# Ampliación San Pablo Ojo de Agua
Ampliación San Pablo Ojo de Agua är en ort i Mexiko.   Den ligger i kommunen Omealca och delstaten Veracruz, i den sydöstra delen av landet, 280 km öster om huvudstaden Mexico City. Ampliación San Pablo Ojo de Agua ligger 205 meter över havet och antalet invånare är 330.
Terrängen runt Ampliación San Pablo Ojo de Agua är platt åt nordost, men åt sydväst är den kuperad. Runt Ampliación San Pablo Ojo de Agua är det ganska tätbefolkat, med 70 invånare per kvadratkilometer. Närmaste större samhälle är Tezonapa, 8,9 km sydväst om Ampliación San Pablo Ojo de Agua. Trakten runt Ampliación San Pablo Ojo de Agua består till största delen av jordbruksmark.